# Gregório Siles Gronzales de Medina
 Gregório Siles Gronzales de Medina  (Ilha Terceira, Açores, Portugal, 19 de Maio de 1858 — ?) foi um escritor e jornalista português. 

## Biografia
Foi aluno da Casa Pia de Lisboa e 2.° oficial dos Correios e Telégrafos de Portugal. Exerceu o cargo de preparador de electrónica no Instituto Industrial e Comercial do Porto. 
Colaborou nos jornais "Comércio do Porto", "Revista de Electricidade", a "Correspondência" e o "Telegrafo Postal".

## Publicou
- Luzes de Electricidade, um volume, editado 1882, rapidamente esgotado.